# كريس سميث (لاعب كريكت)
كريس سميث (15 أكتوبر 1958 بديربان في جنوب أفريقيا - ) (بالإنجليزية: Chris Smith)‏ هو لاعب كريكت بريطاني. شارك مع منتخب إنجلترا للكريكت. أما مع النوادي، فقد لعب مع نادي مقاطعة هامبشاير للكريكت ‏ ونادي مارليبون للكريكت ‏ وفريق كوازولو ناتال للكريكت ‏.

## وصلات خارجية
- كريس سميث على موقع إي آس بي آن كريك إنفو (الإنجليزية)